# Glyptothorax jayarami
Glyptothorax jayarami is een straalvinnige vissensoort uit de familie van de zuigmeervallen (Sisoridae). De wetenschappelijke naam van de soort is voor het eerst geldig gepubliceerd in 2012 door Rameshori & Vishwanath.